# Grande-Bretagne aux Jeux olympiques d'hiver de 2010
Cet article contient des informations sur la participation et les résultats de la Grande-Bretagne aux Jeux olympiques d'hiver de 2010 à Vancouver au Canada. Elle est représentée par 50 athlètes. 
À la cérémonie d'ouverture, la Grande-Bretagne est représentée par Shelley Rudman.

## Cérémonies d'ouverture et de clôture

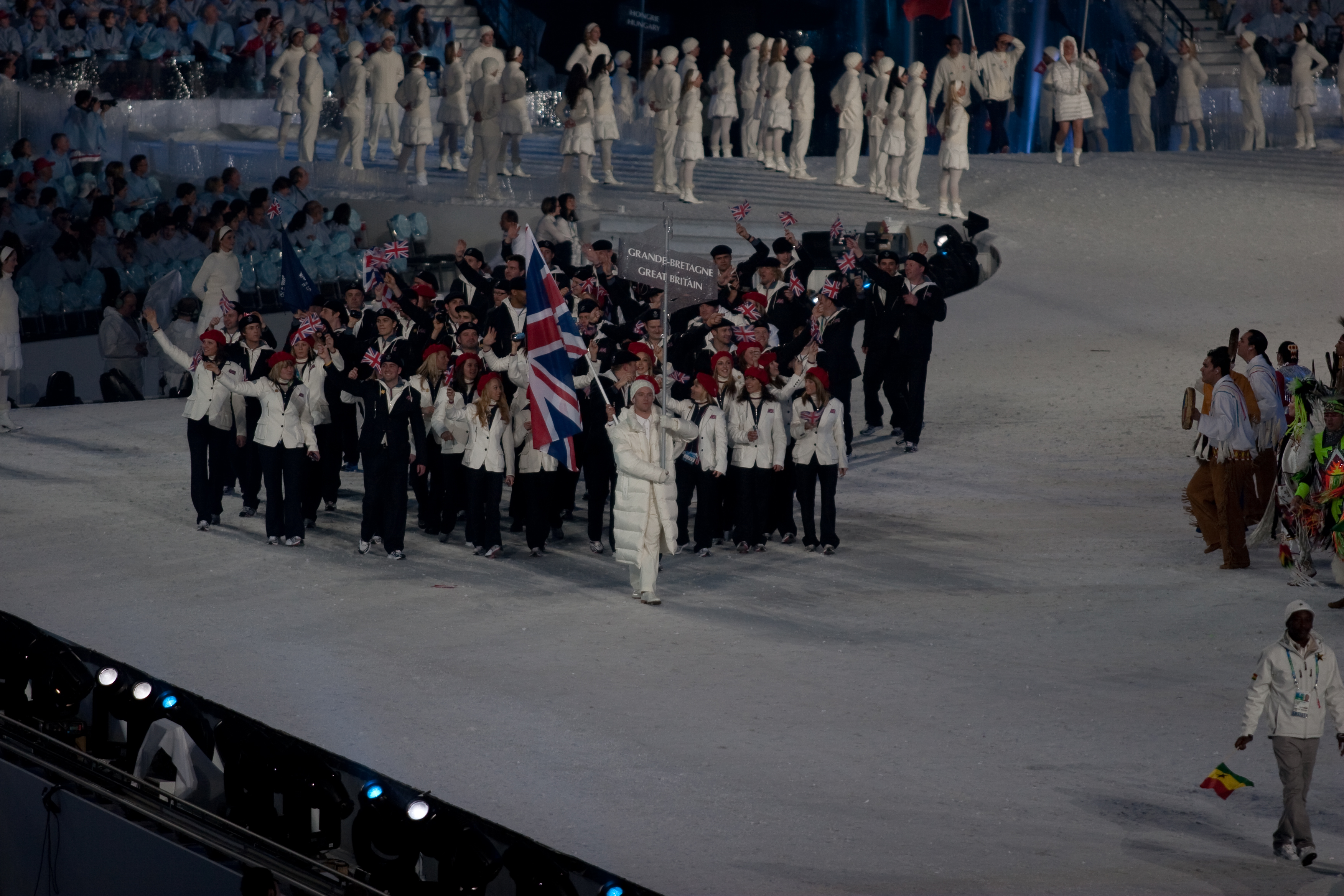
Entrée de la délégation britannique lors de la cérémonie d'ouverture.

Comme cela est de coutume, la Grèce, berceau des Jeux olympiques, ouvre le défilé des nations, tandis que le Canada, en tant que pays organisateur, ferme la marche. Les autres pays défilent par ordre alphabétique. La Grande-Bretagne est la 33e des 82 délégations à entrer dans le BC Place Stadium de Vancouver au cours du défilé des nations durant la cérémonie d'ouverture, après le Ghana et avant Hong Kong. Cette cérémonie est dédiée au lugeur géorgien Nodar Kumaritashvili, mort la veille après une sortie de piste durant un entraînement. Le porte-drapeau du pays est la spécialiste du skeleton Shelley Rudman, médaillée d'argent aux Jeux de Turin en 2006.
Lors de la cérémonie de clôture qui se déroule également au BC Place Stadium, les porte-drapeaux des différentes délégations entrent ensemble dans le stade olympique et forment un cercle autour du chaudron abritant la flamme olympique. Le drapeau britannique est alors porté par Amy Williams, une autre spécialiste de skeleton, qui a remporté la médaille d'or lors de ces Jeux.

## Médailles
- Liste des vainqueurs d'une médaille (par ordre chronologique)

### Or
| Sport              | Discipline | Sportifs     | Performance   |
| Médailles d'or : 1 |            |              |               |
| Skeleton           | Femmes     | Amy Williams | 3 min 35 s 64 |

### Argent
| Sport                  | Discipline | Sportifs | Performance |
| Médailles d'argent : 0 |            |          |             |

### Bronze
| Sport                   | Discipline | Sportifs | Performance |
| Médailles de bronze : 0 |            |          |             |

## Engagés par sport

### Biathlon
| Nom               | Épreuve |
| ----------------- | ------- |
| Lee-Steve Jackson |         |

### Bobsleigh
| Noms                                            | Épreuve |
| ----------------------------------------------- | ------- |
| Allyn Condon John Jackson                       |         |
| Allyn Condon John Jackson Henry Nwume Dan Money |         |
| Nicola Minichiello Gillian Cooke                |         |
| Paula Walker Kelly Thomas                       |         |

### Curling
Équipe masculine
| Nom            | Date de naissance |
| -------------- | ----------------- |
| David Murdoch  |                   |
| Ewan MacDonald |                   |
| Peter Smith    |                   |
| Euan Byers     |                   |
| Graeme Connal  |                   |

Équipe féminine
| Nom             | Date de naissance |
| --------------- | ----------------- |
| Eve Muirhead    |                   |
| Jackie Lockhart |                   |
| Kelly Wood      |                   |
| Lorna Vevers    |                   |
| Anne Laird      |                   |

### Luge
| Nom        | Épreuve |
| ---------- | ------- |
| Adam Rosen |         |

### Skeleton
- Kristan Bromley
- Adam Pengilly
- Shelley Rudman
- Amy Williams

### Ski de fond
| Nom             | Épreuve |
| --------------- | ------- |
| Andrew Musgrave |         |
| Andrew Young    |         |
| Fiona Hughes    |         |

## Diffusion des Jeux en Grande-Bretagne
Les britanniques peuvent suivre les épreuves olympiques en regardant en clair les chaînes de la BBC, ainsi que sur le câble et le satellite sur Eurosport. La BBC, Eurosport et Eurovision permettent d'assurer la couverture médiatique britannique sur internet.